# Негодиці (Ленінградська область)
Негодиці (рос. Негодицы) — присілок у Волосовському районі Ленінградської області Російської Федерації.
Населення становить 24 особи. Належить до муніципального утворення Бегуницьке сільське поселення.

## Історія
Від 1 серпня 1927 року належить до Ленінградської області.

## Населення
| 1838 | 1862 | 1997 | 2007 | 2010 | 2013 | 2017 |
| ---- | ---- | ---- | ---- | ---- | ---- | ---- |
| 43   | ↗50  | ↘9   | ↗12  | ↗24  | ↘14  | ↗24  |